# Paul Lim
Paul Lim (Szingapúr, 1954. január 25. –) szingapúri dartsjátékos. 1980-tól 1994-ig a British Darts Organisation, majd 1994-től a Professional Darts Corporation tagja. Ő volt az első játékos, aki kilencnyilast dobott a világbajnokságon. Beceneve "The Singapore Slinger".

## Pályafutása

### BDO
Lim 1980-ban a BDO-nál kezdte pályafutását, ahol először 1982-ben vett részt világbajnokságon. A vb-n az első körben kiesett Dave Whitcombe ellen 2–0-s vereséggel.
1983-ban már egy körrel tovább jutott a világbajnokságon, ezúttal Cliff Lazarenko ellen esett ki 3–1-es vereséggel a második körben. A következő két világbajnokságon 1985-ben és 1986-ban, Lim már az első fordulóban búcsúzni kényszerült a tornáról.
Az ezt követő négy világbajnokságon sem jöttek a jobb eredmények tőle, mindannyiszor a második körben ért véget számára a világbajnokság.
1990-ben már kilencedik világbajnokságán vett részt és először tudott tovább jutni a második körnél. Lim egészen a negyeddöntőig jutott a tornán, ahol Lazarenko ellen kapott ki 4–0-ra. Lim a tornán megdobta a világbajnokságok történetében az első kilencnyilas leget (ami napjainkig is az egyetlen ilyen volt a BDO világbajnokságokon), így csak ezért a teljesítményéért 52 000 fontot kapott. Érdekesség, hogy az abban az évben világbajnok Phil Taylor a világbajnoki címért csak 24 000 fontot vihetett haza.
Lim még 1991-ben, 1992-ben és 1994-ben indult a BDO világbajnokságain, de a második körnél sosem sikerült tovább eljutnia.

### PDC
1994-től a PDC-nél folytatta karrierjét.
Lim 1995-ben és 1996-ban nem tudta magát kvalifikálni a PDC világbajnokságára, így csak 1997-ben indulhatott első PDC-s vb-jén. Ebben az évben a csoportkörös küzdelmek során kiesett, ahol John Lowe-tól 3–1-re, majd Jamie Harvey-tól 3–2-re kapott ki.
1998-ban is két vereséggel esett ki a csoportküzdelmek során, ezúttal Peter Evison és John Part ellen szenvedte el vereségeit.
1999-ben már nem rendeztek csoportkört a világbajnokságon, de Lim számára ismét hamar véget ért a torna, mivel az első körben John Lowe nyert ellene 3–0-ra. A következő világbajnokságon is az első kör után búcsúzott el, ezúttal Alan Warriner-Little-től elszenvedett 3–0-s vereség után.
2001-ben Lim-nek először sikerült az első körben győznie, így bejutott a második körbe. Ott a tavalyi világbajnokságon lévő ellenfele Warriner-Little volt, aki újra legyőzte Lim-et és jutott tovább a következő körbe. Egy évvel később Lim újra az első kör után búcsúzhatott, ezúttal Dennis Smith verte meg 4–0-ra.
Lim-nek ezután 2003-tól 2012-ig nem sikerült kvalifikálnia magát világbajnokságra. Ebben az időszakban komoly sikereket ért el a Soft darts-ban, ahol 2011-ben megnyerte a világbajnoki címet.
2013-ban Lim újra részt vett a világbajnokságon, ahol az első körben Michael van Gerwen-t kapta. A későbbi döntős van Gerwen nagyon jó formában érkezett a vb-re és 3–0-s győzelemmel búcsúztatta Lim-et. A következő évben Lim ismét kijutott a vb-re, de nem sikerült bejutnia az első körbe, mivel a selejtező körben 4–2-re kikapott japán ellenfelétől Morihiro Hashimoto-tól.
Lim 2015-ben nem jutott ki a világbajnokságra, így csak 2016-ban láthattuk újra vb-n. Lim újra a selejtező körben indult, ahol az orosz Alexander Oreshkin 2–1-re verte meg a szingapúrit.
A következő világbajnokságra (2017), Lim-nek újra nem jött össze a kvalifikáció. A 2017-es csapatvilágbajnokságon Szingapúr színeit képviselve társával, Harith Lim-mel, és már az első körben meglepetést okoztak. Az első helyen kiemelt skót csapattal találkoztak az első körben, akiknek színeit a világranglista második helyét elfoglaló Gary Anderson és a harmadik helyen lévő Wright képviselte. Lim-ék 5–2-re verték meg a skót csapatot, így óriási meglepetést okozva jutottak tovább. Formájuk kitartott a következő körben is, ahol a torna előtt esélyesebbnek mondott spanyol csapatot összesítésben 2–1-re sikerült megverniük. Jó teljesítményüknek köszönhetően a szingapúri válogatott először jutott be a negyeddöntőbe, ahol ellenfélnek a belga válogatottat kapták. Itt már nem sikerült a bravúr számukra összesítésben 2–1-re kaptak ki és búcsúztak a tornától.
A 2018-as világbajnokságra Lim-nek újra összejött a kvalifikáció és a selejtező körben kapott szerepet. Ott ellenfele a hongkongi Kai Fan Leung volt, akit 2–0-ra győzött le. A sikerrel megvívott selejtezős kört követően Lim ellenfele a 30. kiemelt Mark Webster volt az első körben. Lim fantasztikus teljesítményt nyújtva legyőzte walesi ellenfelét 3–2-re, így bejutott a második körbe, ahol a kétszeres világbajnok skót Gary Anderson volt az ellenfele. A mérkőzésen Lim-nek esélye volt egy kilencnyilast leget dobni, ahol csak az utolsó nyilat, a dupla 12-t hibázta el. Esélyesebb ellenfele ellen nyert egy szettet, de végül 4–1-re kapott ki és búcsúzott a tornától.

## Tornagyőzelmei
| - PDC Asian Tour Hong Kong: 2019 - PDC Asian Tour Seoul: 2019 - PDC Asian Tour Taipei: 2018 - PDC Asian Tour Bangsaen: 2023 - PDC World Asia South and West Qualifying: 2017 - PDC World Dartslive Soft Tip Qualifier: 2013, 2015 - Australian Grand Masters: 1983 - Soft Tip Bullshooter World Ch'ship: 1996 - Soft Tip Dartslive France: 2017 | - Soft Tip Dartslive Hong Kong: 2012 - Soft Tip Dartslive Korea: 2016 - Soft Tip Dartslive Taipei: 2016 - Singapore Open: 1992, 1993 - Hong Kong Open: 1989, 1992, 1998, 2000, 2001 - Virginia Beach Classic: 1992, 1998 - World Soft Darts World Championship: 2011 - Colorado Open: 2005 - Bud Brick Memorial: 2022 - Japan Open: 2022 - Ulaanbaatar Open: 2023, 2024 |

## Döntői

### WDF nagytornák: 5 döntős szereplés
| Eredmény | Sorszám | Év   | Bajnokság            | Ellenfél a döntőben | Pontok     |
| Győztes  | 1.      | 1980 | WDF Asia-Pacific Cup | Jerry Umberger      | Ismeretlen |
| Győztes  | 2.      | 1984 | WDF Asia-Pacific Cup | Terry O'Dea         | Ismeretlen |
| Győztes  | 3.      | 1986 | WDF Asia-Pacific Cup | Len Heard           | Ismeretlen |
| Döntős   | 1.      | 1990 | WDF Asia-Pacific Cup | Albert Ansty        | Ismeretlen |
| Döntős   | 2.      | 2024 | WDF Világbajnokság   | Shane McGuirk       | 3–6 (sz)   |

1. ↑  (l) = pontszám legekben, (sz) = pontszám szettekben.

## Televíziós 9 nyilasai
| Időpont         | Ellenfél     | Torna              | Kombináció                      | Díjazás  |
| --------------- | ------------ | ------------------ | ------------------------------- | -------- |
| 1990. január 9. | Jack McKenna | BDO Világbajnokság | 3 x T20; 3 x T20; T20, T19, D12 | 52 000 £ |

## Világbajnoki szereplései

### BDO
- 1982: Első kör (vereség  Dave Whitcombe ellen 0–2)
- 1983: Második kör (vereség  Cliff Lazarenko ellen 1–3)
- 1984: Első kör (vereség  Mike Gregory ellen 0–2)
- 1985: Első kör (vereség  Cliff Lazarenko ellen 0–2)
- 1986: Második kör (vereség  Peter Locke ellen 0–3)
- 1987: Második kör (vereség  Bob Anderson ellen 1–3)
- 1988: Második kör (vereség  John Lowe ellen 1–3)
- 1989: Második kör (vereség  John Lowe ellen 2–3)
- 1990: Negyeddöntő (vereség  Cliff Lazarenko ellen 0–4)
- 1991: Első kör (vereség  Alan Warriner-Little ellen 0–3)
- 1992: Második kör (vereség  John Lowe ellen 0–3)
- 1994: Második kör (vereség  John Part ellen 0–3)

### PDC
- 1997: Csoportkör (Legjobb 24) (vereség  John Lowe ellen 1–3 és  Jamie Harvey ellen 2–3)
- 1998: Csoportkör (Legjobb 24) (vereség  Peter Evison ellen 0–3 és  John Part ellen 1–3)
- 1999: Első kör (vereség  John Lowe ellen 0–4)
- 2000: Első kör (vereség  Alan Warriner-Little ellen 0–3)
- 2001: Második kör (vereség  Alan Warriner-Little ellen 2–3)
- 2002: Első kör (vereség  Dennis Smith ellen 0–4)
- 2013: Első kör (vereség  Michael van Gerwen ellen 0–3)
- 2014: Selejtező kör (vereség  Morihiro Hashimoto ellen 2–4)
- 2016: Selejtező kör (vereség  Aleksandr Oreshkin ellen 1–2)
- 2018: Második kör (vereség  Gary Anderson ellen 1–4)
- 2019: Első kör (vereség  Ross Smith ellen 1–3)
- 2020: Első kör (vereség  Luke Woodhouse ellen 0–3)
- 2021: Második kör (vereség  Dimitri Van den Bergh ellen 0–3)
- 2022: Első kör (vereség  Joe Murnan ellen 2–3)

### WSDT
- 2022: Első kör (vereség  Dave Prins ellen 1–3)

### WDF
- 2024: Döntő (vereség  Shane McGuirk ellen 3–6)